# قلته زرقاء
قلته زرقاء (به عربی: القلتة الزرقاء) یک شهرداری در الجزایر است که در استان سطیف واقع شده‌است.